# Adolph Strecker
Adolph Friedrich Ludwig Strecker, född 21 oktober 1822 i Darmstadt, död 7 november 1871 i Würzburg, var en tysk kemist.
Strecker blev 1846 Justus von Liebigs assistent i Giessen samt var professor i kemi 1851-60 i Kristiania, 1860-70 i Tübingen och från 1870 i Würzburg. Han skrev flera värdefulla avhandlingar, i synnerhet i organisk kemi. Utöver nedanstående skrifter utgav han en bearbetning av Henri Victor Regnaults "Lehrbuch der Chemie" (1851; fortsatt av Johannes Wislicenus). Strecker invaldes 1861 som ledamot av Fysiografiska sällskapet i Lund.